# 넬슨 코프 필드

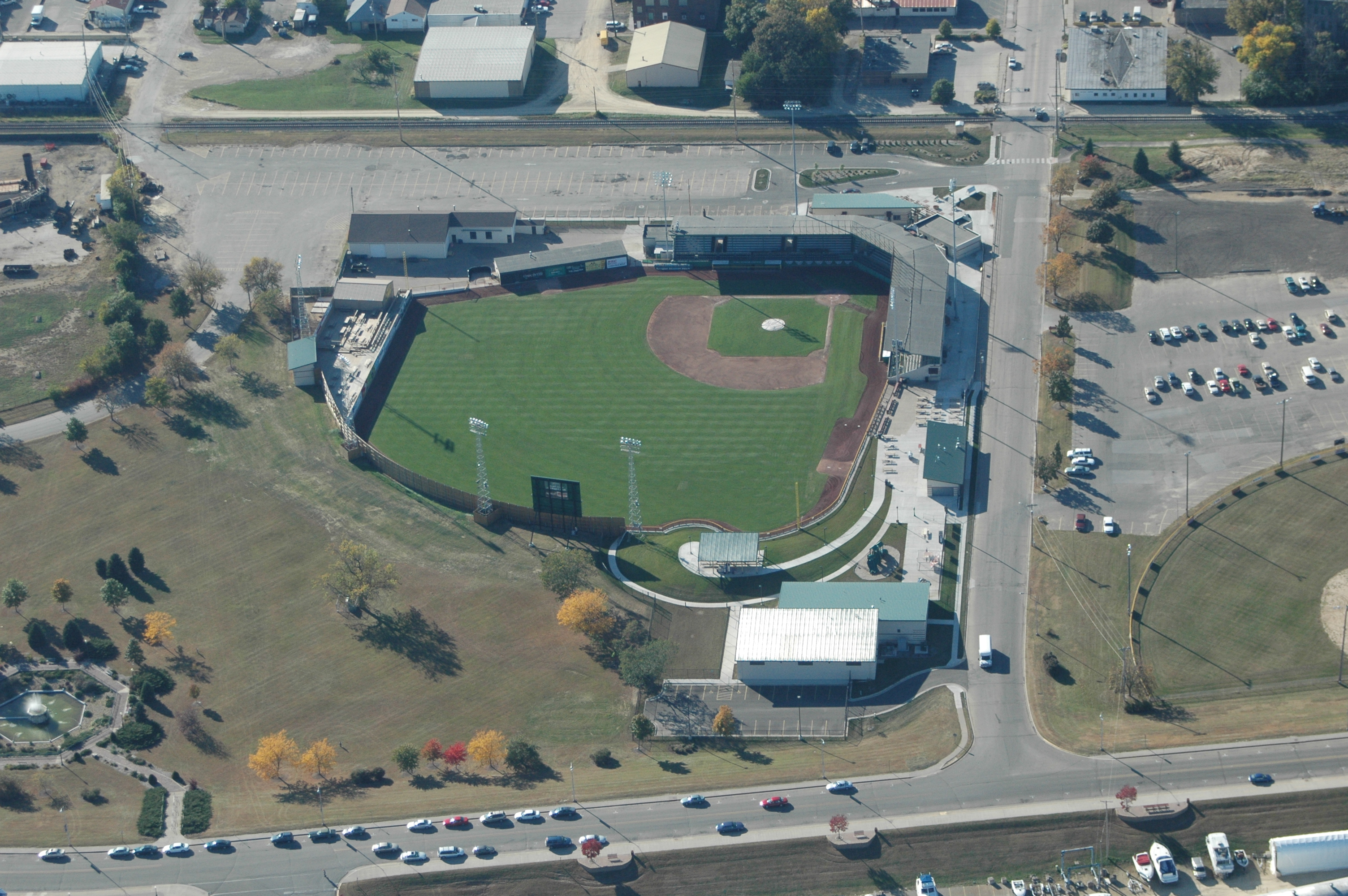

넬슨 코프 필드는 아이오와주 클린턴에 있는 경기장이다. 경기장은 주로 야구에 사용되며 프로스펙트 리그의 클린턴 럼버킹스 대학 여름 야구팀의 홈구장이다. 1937년에 지어졌으며 수용 인원은 약 5,500명이다.

## 역사
리버뷰 스타디움의 건설은 1935년에 시작되어 1937년에 공공사업진흥국 프로젝트로 완료되었으며 도시에서 19년 간의 공백 후 야구의 복귀를 선언했다. 스리 아이 리그의 브루클린 다저스 계열사인 클린턴 아울즈는 그 시즌에 1위를 하며 경기장에 이름을 붙였다. 경기장은 2002년에 얼라이언트 에너지 필드로 이름이 바뀌었고 최근 몇 년 동안 전체 필드 조명 시스템교체, 새 홈 클럽하우스, 새 배수 타일 설치, 두 덕아웃 확장 및 덮개가 있는 배팅 케이지 개조와 같은 여러 개조 프로젝트를 거쳤다. 2006년에 경기장은 420만 달러의 보수 공사를 거쳤고, 2011년 10월 1일에 경기장 이름이 애쉬포드 대학교 경기장로 변경되었다. 경기장은 2019년 5월 27일에 넬슨 코프 필드가 되는 새로운 명명권 거래가 발표될 때까지 럼버킹스 경기장(LumberKings Stadium)이라고 불렸다.
2009년, 야구장은 2,561명의 팬들 앞에서 이스트 올스타가 웨스트 올스타를 6-3으로 이기는 미드웨스트 리그 올스타 게임을 개최하였다.
2016년에는 프랜차이즈 기록을 수립한 럼버킹스(86승 54패)의 호스트 역할을 하는 것 외에도 미드웨스트 리그 챔피언쉽 2차전 이후, 축구장이 되었다.
2020년 시즌 이후 럼버킹은 메이저 리그 베이스볼의 마이너 리그 개편의 일환으로 미드웨스트 리그 및 제휴 야구에서 제외되었다. 그들은 나중에 2021년 대학 여름 야구 리그인 프로스펙트 리그에 합류했다.

## 특징
경기장의 특징으로는 오른쪽 필드에 위치한 라이넨쿠겔의 럼버킹스 라운지 파티 데크, 왼쪽 필드에 쿠어스 라이트 피크닉관과 둑, 왼쪽 필드 파울 라인과 불펜을 따라 있는 닥터.페퍼(Dr. Pepper) 피크닉 가든 파티 구역이 있다.